# Гіббула мальтійська
Гіббула мальтійська, або горбунка мальтійська (Steromphala nivosa) — вид морських черевоногих молюсків родини трохіди (Trochidae).

## Поширення
Вид поширений у Середземному морі біля Мальти. Трапляється на мілководді переважно під галькою та камінням.

## Опис
Раковина завдовжки від 6 мм до 9 мм. Має кругло-коноїдну форму. Вона сіра з майже круглими плямами. Діафрагма майже кругла. Колумелла гнучка. Основа раковини закруглена.

## Охорона
Gibbulaj nivosa охороняється в Європі і занесена до Додатку ІІ Бернської конвенції (охоронна категорія: вид підлягає особливій охороні), а також до Директиви Європейського Союзу 92/43/ЄС «Про збереження природних оселищ та видів природної фауни і флори» (Додаток IV. Види рослин і тварин, що становлять особливий інтерес для Європейського Союзу, які потребують суворих заходів охорони).